# 이투아바섬

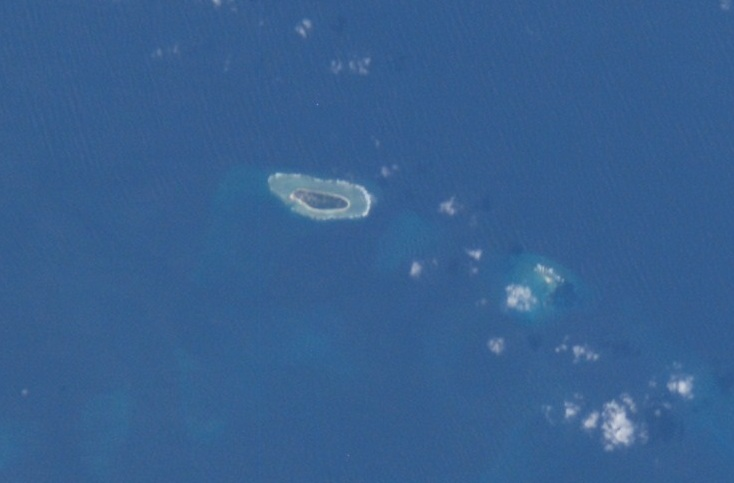
이투아바섬

이투아바섬(영어: Itu Aba Island)은 남중국해에 위치한 스프래틀리 군도에서 자연적으로 육지에 노출된 부분이 가장 큰 암초이다. 중국과 대만에서는 타이핑섬(중국어 정체자: 太平島, 간체자: 太平岛, 병음: Tàipíng Dǎo →섬 점령 당시의 군함인 태평호에서 따온 이름)으로, 베트남에서는 바빈섬(베트남어: Đảo Ba Bình →잠잠한 파도의 섬), 필리핀에서는 리가오섬(타갈로그어: Ligao →야생의 섬)이라고 불리며 중국에서 한때는 황산마 암초(중국어: 黃山馬礁, 병음: Huángshānmǎ Jiāo)라고도 불리었다.
현재는 대만의 실효적 지배 상태에 있으며 행정 구역 상으로는 가오슝시 치진구에 속한다. 중국과 베트남, 필리핀이 영유권을 주장한다.
2016년 7월 12일 상설중재재판소는 대만이 지배중인 이 섬마처 암초라서 영해의 기준이 못된다고 규정했다.

## 같이 보기
- 스프래틀리 군도